# Coltello

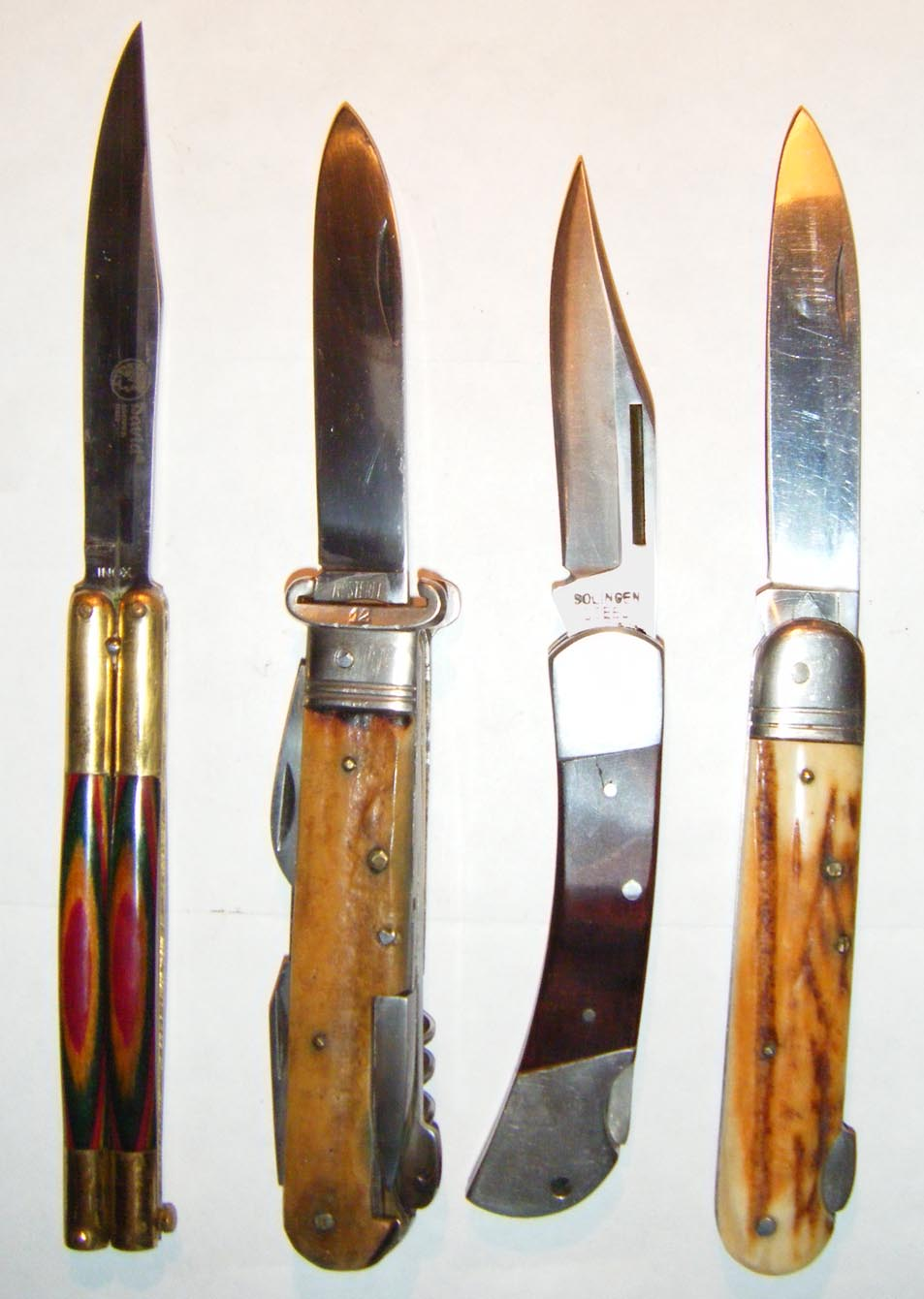
Vari coltelli a serramanico

Il coltello (dal latino cultellus, diminutivo di culter cioè "coltello" dell'aratro) è uno strumento manuale da taglio, usato come utensile o come arma, ed è formato da una lama e da un manico (per poterlo manovrare).
Fin dall'età della pietra, all'alba dell'umanità (e forse anche prima), sono stati utilizzati utensili a forma di lame. Gli antropologi ritengono che il coltello sia uno dei primi attrezzi progettati dagli esseri umani per sopravvivere. Le prime lame erano di selce o di ossidiana, scheggiata o levigata ad un bordo, a volte dotate di un manico. Più tardi con gli sviluppi della fusione e della metallurgia le lame sono state sostituite prima dal rame, poi dal bronzo, dal ferro e infine dall'acciaio. Mentre i materiali sono cambiati con il tempo, il disegno di base rimane lo stesso.
Insieme alla forchetta e al cucchiaio, il coltello moderno è un utensile per preparare e consumare quotidianamente cibi ed alimenti, ma di largo utilizzo non solo in cucina, è comune nel mondo occidentale almeno dal Medioevo. L'importanza dei coltelli come arma è un po' oscurata dalla nascita di armi più efficienti e specializzate, ma anche oggi una lama è dotazione dei militari di qualunque esercito.

## Storia

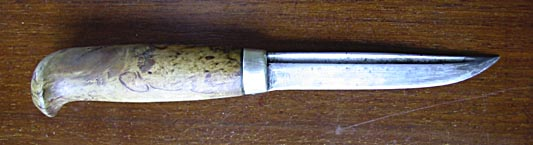
Puukko, coltello tradizionale finlandese

L’origine della coltelleria va collocata a cavallo dell’anno mille, epoca in cui si sviluppa maggiormente la produzione dell'acciaio. I primi coltelli avevano diversi svantaggi: perdevano facilmente l’affilatura della lama, e richiedevano la pulizia delle macchie lasciate dalle sostanze contenute negli alimenti. Per tale ragione, fino al XIII secolo, i cibi venivano serviti già tagliati, e per infilare carni e altre pietanze si utilizzavano le lame personali da caccia o da combattimento. Una vera e propria industria di coltelli è documentata a Firenze a partire dal 1244, e durante il Rinascimento, con il migliorarsi delle tecniche di lavorazione dell’acciaio, nacquero importanti laboratori di coltelleria nel Ducato di Milano e nella Repubblica di Venezia.

## Caratteristiche

### Elementi distintivi
La lama è più spesso in materiale ferroso (acciaio) e generalmente affilata da un solo lato (a differenza del pugnale); il manico può essere dello stesso materiale della lama o di materiale diverso (come legno, plastica, corno, avorio) . Le caratteristiche più comuni delle lame includono ornamenti funzionali o semplicemente decorativi, fra i quali incisioni, fori, dentellature sul dorso, e solchi per la presa. Un "solco" che a volte viene impropriamente definito "scolasangue" o "solco per il sangue" è una depressione lungo la lama. Alcuni credono erroneamente che questo solco favorisca la fuoriuscita del sangue da una ferita inferta dall'arma, ma la sua reale funzione è quella di alleggerire la lama senza diminuirne la resistenza e su molti coltelli è un elemento puramente decorativo. Al di là di ciò, un solco sulla lama può servire a ridurre l'attrito tra la superficie della lama e il materiale che sta affettando, permettendo di muovere o estrarre il coltello con minore sforzo. La finitura superficiale della lama può essere brunita o lucida. I coltelli giapponesi hanno spesso una finitura damascata o artigianale che può essere anche artistica.
Alcuni coltelli hanno, vicino alla giunzione della lama con il manico, un "colletto", dove la lama non è affilata. Un colletto corto serve a evitare che l'impugnatura si graffi quando la lama viene affilata, mentre i colletti lunghi possono servire come un ulteriore appoggio per le dita. Il manico può essere costituito da molti materiali differenti, i più usati sono legno e acciaio, ma spesso si trovano altri materiali più decorativi. Spesso è presente un foro in fondo all'impugnatura, che permette di appendere il coltello, agganciarlo ad una fibbia o assicurarlo al polso per evitare che sfugga di mano. Il manico può essere sagomato per garantire una migliore presa.
Ci sono centinaia di aziende che costruiscono coltelli. A volte accade che si confonda la scritta "stainless steel" presente su moltissime lame come la marca della lama stessa, ma non è altro che il nome del tipo di acciaio utilizzato per la produzione della lama. Stainless steel significa letteralmente acciaio senza macchie, infatti dicesi stainless steel l'acciaio inossidabile all'acqua. Esistono anche altre centinaia di piccoli negozi che fabbricano coltelli, spesso specializzati in particolari tipi o nel produrre coltelli personalizzati. Fabbricarne è un hobby diffuso, praticabile molando o limando le lame a mano, forgiandole o usando entrambe le modalità.

### Disegno

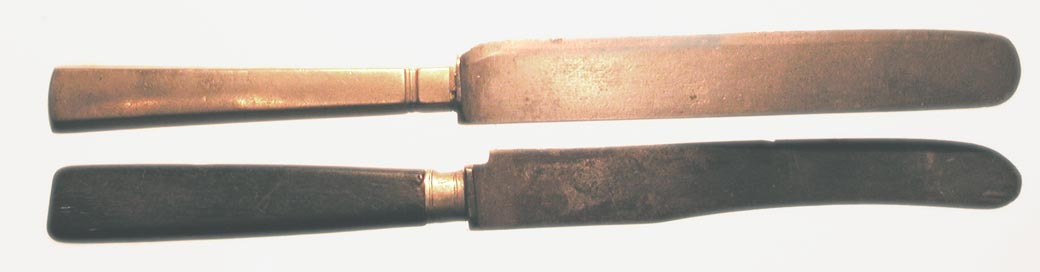
Coltelli da tavola della seconda metà del 1800

Ci sono diversi tipi di forme di lame di coltello; alcune delle più comuni sono le seguenti:

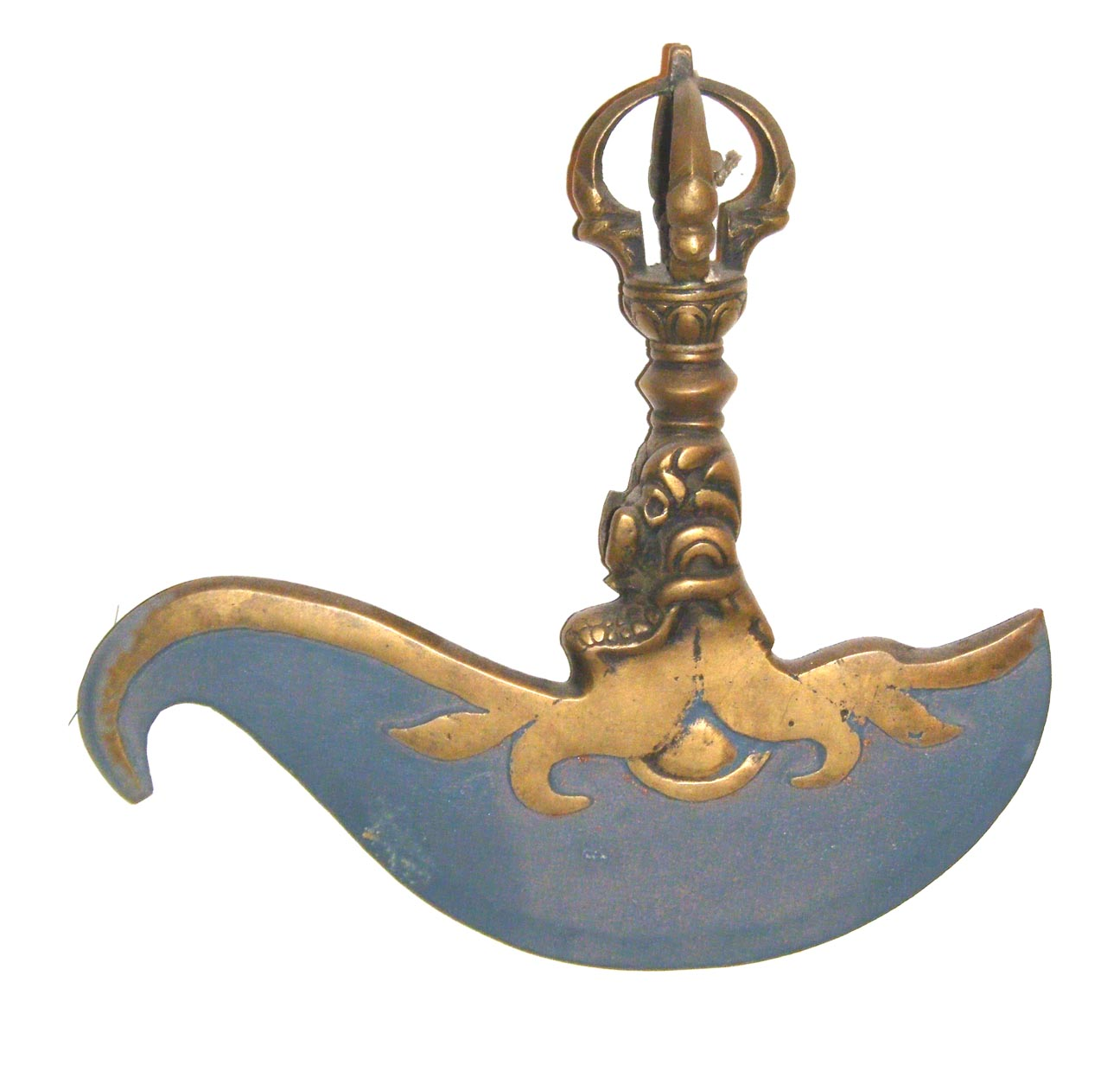
Karttrka o kartica, mannaia rituale indiana, caratteristico attributo delle divinità yogini

Coltello in bronzo risalente al Nuovo Regno

- "normale" o a "temperino": presenta il dorso piatto e il filo curvo. Qui, un manico ruvido permette di maneggiare la lama con le dita e concentrare la forza; questo rende il coltello più pesante e forte rispetto alla sua dimensione. La curva permette di concentrare la forza in un piccolo punto, rendendo il taglio più semplice. In questo modo il coltello può tagliare, infilzare e affettare.

- A lama "ricurva": come la lama normale, ma il dorso è ricurvo "verso l'alto"; un coltello più leggero ha una lama con una curva più larga. Questo coltello affetta meglio di un coltello a lama normale. Nella versione con lama un po' più larga, è vantaggiosamente usato come scuoiatore.

- La lama drop-point ha il dorso e il filo curvati verso il centro, in genere in modo simmetrico, ma esistono varianti; anche questa è una lama di forma standard con pregi e difetti. La stessa forma può avere anche il "doppio taglio" tipo "daga" (spear-point, "punta di lancia"), con un grande punto di impatto. La lavorazione a doppio filo era utilizzata in passato per lame da combattimento, come il pugnale, la baionetta o la spada, perché poteva tagliare in entrambe le direzioni fendenti e perché puntava direttamente in linea con l'asse del manico.

- A uncino (lama clip-point): è come una lama normale, ma con la punta uncinata per rendere la punta più fine e affilata. Il retro della lama può avere un falso filo (controfilo), che può essere affilato. La punta affilata è fatta esclusivamente per prendere e tirare su, oppure per tagliare in posti difficili da raggiungere. Se la falsa lama è affilata, la forza penetrante della punta è fortemente aumentata. Un esempio è il Coltello Bowie, che ha la punta uncinata.

La lama "goccia" (lama drop-point) è l'opposto di quella a uncino; la sua caratteristica è che la lama è ricurva verso il basso, invece di avere un uncino intagliato nella lama. Essi si maneggiano in modi simili.
- A "zampa di pecora" (sheepfoot) o "alla francese": lama a taglio dritto e dorso ricurvo sulla punta. Questi coltelli sono perfetti per modellare il legno e per lavori di intaglio.

- "Stile tantō americano": il coltello è dritto. È simile alle lame delle spade corte e lunghe giapponesi, come la katana e la wakizashi. La tradizione giapponese tantō usa la geometria dei coltelli del primo tipo (1). La lama è perfettamente dritta. La punta è di solito una seconda lama, con un angolo di sezione che va dai 60 agli 80 gradi.

L'ulu o mezzaluna (Inuit coltello della donna): è affilato a semicerchio. Questo tipo di lama, invece, non ha una punta e ha un manico nel centro. È utile per sminuzzare e, alcune volte, per affettare. È il tipo di coltello più forte. Un esempio è il "coltello mastro", usato nelle lavorazioni del pellame, nelle quali viene grattata la pelle per renderla più liscia e uniforme.

### Affilatura
Dopo essere state stampate o forgiate, le lame vengono affilate mediante strumenti abrasivi. Il primo processo di sgrossamento e formazione del filo, necessita di abrasivi a grana grossa. Una volta data la forma e l'angolo di taglio più adeguati per quella lama, sarà necessario procedere (con vari passaggi) alla lucidatura del filo, in base alle esigenze. Un angolo di taglio più acuto e una lucidatura più fine dei piani di taglio, rendono il coltello più affilato; di contro sarà anche meno resistente ad eventuali colpi che potrebbero scheggiarlo. Le lame "molto affilate" presentano angoli inferiori a 15 gradi (per ogni parte del filo, o 30° totali) e fino a 10° (per parte) con gli acciai più duri (59-62 HRC). Le lame normali (52-56 HRC) si affilano in genere a 15° per parte o più, ma dipende molto anche dall'indirizzo d'uso. I coltelli che hanno bisogno di un bordo duro e resistente, si affilano a 20 gradi e più. In generale, più duro è il materiale da tagliare, meno acuto dovrebbe essere l'angolo della lama. Per tagli duraturi degli scalpelli, le lame possono essere affilate da 45° a 30° (solo su una parte).
Gli acciai più duri mantengono il filo per più tempo d'uso, di quelli più "morbidi", ma in genere sono anche più difficili da affilare e sono necessari utensili di affilatura più specializzati.
In sostanza, le pietre per l'affilatura dei coltelli si possono suddividere in:
- pietre naturali
- pietre sintetiche
- pietre al diamante

ciascuno di questi tipi di pietre a seconda di come viene utilizzata può poi essere suddivisa in:
- pietra a secco
- pietra ad acqua
- pietra ad olio

Le pietre naturali sono state le prime pietre ad essere utilizzate per l'affilatura dei coltelli, oggi sono tuttavia superate in efficacia e praticità dalle pietre sintetiche, ma essendo ogni pietra naturale un pezzo unico del tutto differente da ogni altra pietra naturale esistente al mondo (difatti ogni pietra naturale differisce per conformazione e struttura) sono irrinunciabili per gli appassionati dei coltelli, in quanto conferiscono al coltello con esse riaffilato una microseghettatura della lama unica. Le pietre naturali vengono solitamente "fatte" o ad olio che ha il solo compito di lubrificare o ad acqua che oltre a lubrificare ha il compito di trattenere parte della limatura di ferro che contribuisce alla riaffilatura.
Le pietre sintetiche sono realizzate industrialmente manipolando in modo opportuno materiali con durezze particolarmente elevate, le pietre sintetiche sono infatti spesso realizzate con ceramiche, diossidi di silicone, ossidi di alluminio e carbonitriti. Le pietre sintetiche, essendo realizzate con procedimenti industriali, sono molto più uniformi sia per conformazione sia per struttura rispetto alle pietre naturali; questo fa sì che, specialmente nelle fasi finali della riaffilatura, quando si utilizzano pietre con grane superiori ai 1000 grit, si ottengano risultati molto più omogenei e soprattutto coltelli con microseghettature molto simili tra loro al contrario di quanto avveniva con le naturali. Le pietre sintetiche vengono solitamente "fatte" o a secco o ad acqua che ha, in questo caso, lo scopo descritto precedentemente.
Le pietre al diamante sono relativamente recenti e anch'esse vengono realizzate in fabbrica. In pratica sono piastre metalliche a cui vengono legati, sulla superficie, degli zirconi (lo zirconio è l'ideale per affilare velocemente qualsiasi tipo di acciaio): le pietre diamantate vengono infatti spesso utilizzate per realizzare affilatori portatili da campo. Solitamente le pietre al diamante vengono "fatte" a secco o ad acqua che, in questo caso, serve per lubrificare e asportare la limatura di ferro, che altrimenti diminuirebbe le capacità della pietra stessa.
Al giorno d'oggi esiste, poi, tutta una serie di utensili per coloro che non hanno né tempo né voglia di apprendere una tecnica di riaffilatura valida che impedisca di rovinare un coltello. Attrezzi per l'affilatura a morsa usano un sostegno con diversi fori, con angoli predefiniti. La pietra è montata su un'asta da infilare nei fori stessi, così che l'angolo rimanga costante. Un altro sistema è il crock stick, dove due bacchette sono poste su una base di plastica o legno, in modo da formare un angolo a V. Quando il coltello è posto sopra la V, l'angolo è tenuto finché la lama è perpendicolare alla base.

## Materiali

### Materiale delle lame

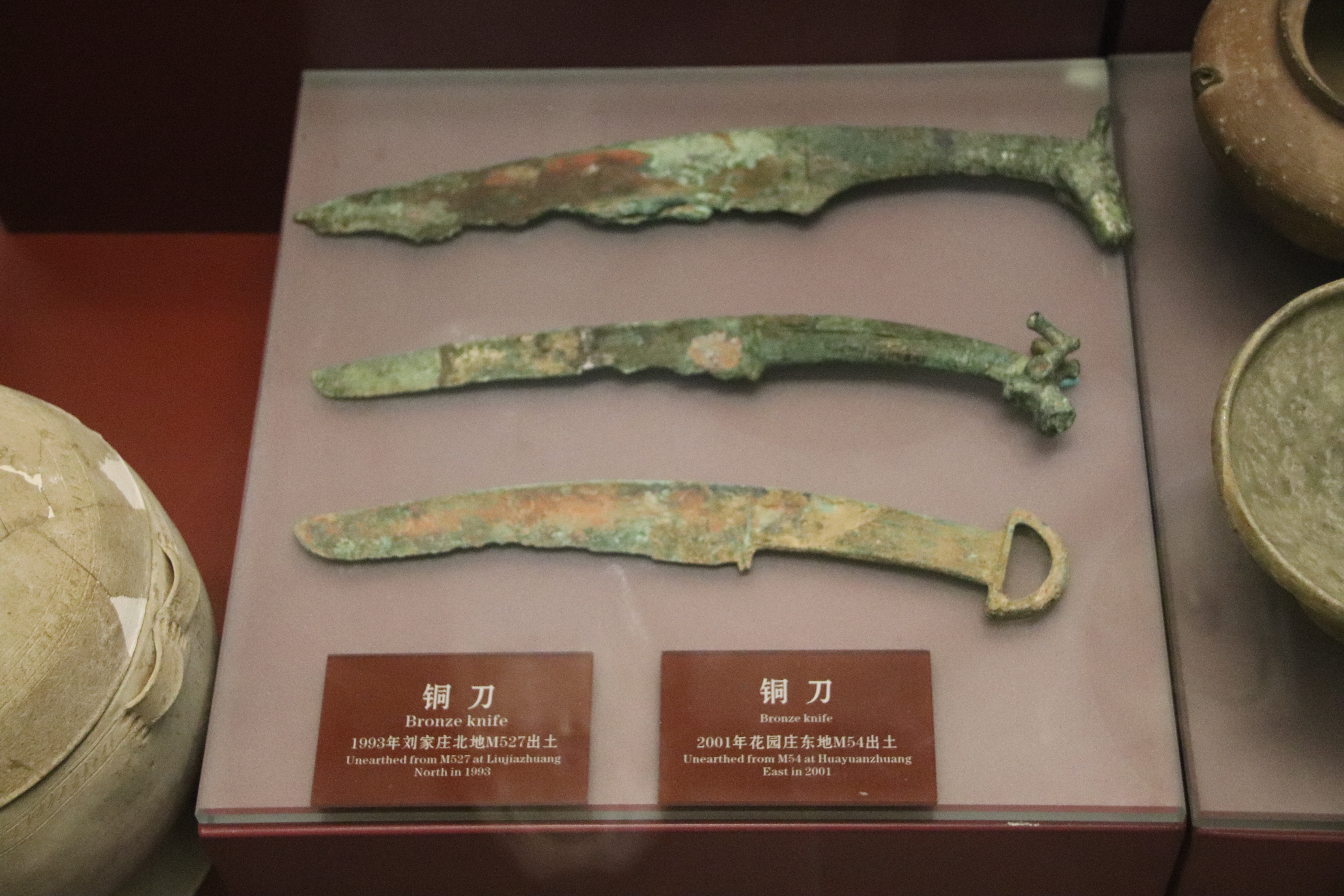
Coltelli antichi

Normalmente, le lame dei coltelli moderni sono fatte di acciaio, una lega di ferro e carbonio, in cui il ferro è l'elemento principale ed il carbonio è presente in percentuali minime, tra lo 0,08% e il 2,06% (oltre a questa soglia, l'acciaio diventa ghisa). Essendo materiali ferrosi, tendono ad ossidare facilmente (fare la ruggine), soprattutto gli acciai specifici per i coltelli ad alto contenuto di carbonio (~ > 0,8%), il quale è utile per fornire lame molto dure, ma anche più soggette a corrosione localizzata (tipo vaiolatura o pitting). Così, le lame devono essere mantenute pulite, asciutte ed eventualmente oliate, per la conservazione a lungo tempo.
Ora, nel vasto campo degli acciai, è possibile trovare sempre più spesso anche le leghe ad alto contenuto di cromo (tra il 12% e 18%), il quale è l'elemento fondamentale per la creazione degli "acciai inossidabili" o inox. I coltelli in acciaio inox hanno guadagnato molta popolarità a partire dalla seconda metà del XX secolo. L'acciaio inox è molto resistente alla corrosione, sebbene quello per coltelli sia in genere meno resistente dell'acciaio a maggior contenuto di nichel, in quanto cromo e nichel formano degli ossidi superficiali molto stabili (una pellicola superficiale che impedisce un ulteriore attacco dell'ossigeno o altri elementi corrosivi).
L'acciaio inox solitamente contiene particelle di cromo (o di altre leghe metalliche), carburo. Questo tipo di acciai è famoso perché ha una durata superiore agli altri (i carburi sono più duri del metallo), è più difficile da affilare ed arrugginisce con più difficoltà, low alloy ("carbon") steel (le stesse parti ceramiche non possono essere affilate facilmente), nonostante i test dimostrino che i coltelli in acciaio inossidabile mantengano il filo meglio dell'acciaio normale. La durezza e la robustezza dell'acciaio inossidabile tendono ad essere minori di quelle dell'acciaio legato. Acciai inossidabili e semi-inossidabili includono D2, S30V, 154CM, ATS-34, e 440C.
Tutto l'acciaio per coltelli è temprato, ossia martensite costituita da una struttura cristallina molto fine con irregolarità del reticolo cristallino che indurisce il materiale. Si forma per rapido raffreddamento, in acqua od olio, di acciaio portato ad alta temperatura. A queste temperature l'acciaio assume la struttura cristallina austenitica e, per effetto del rapido raffreddamento passa alla struttura martensitica, molto dura ma fragile. Per ridurne la fragilità, la lama viene sottoposta al processo di rinvenimento che consiste nel riscaldare nuovamente la lama ad una temperatura inferiore a quella di tempra per un tempo adeguato e raffreddandola in maniera meno violenta. L'acciaio per coltelli ha spesso un basso contenuto di nichel, perché questo elemento tende a stabilizzare l'austenite anche a basse temperature.
Una buona varietà di acciai "esotici" può essere usata per la fabbricazione delle lame; altri materiali possono essere utilizzati, nonostante questi siano molto meno comuni delle lame in acciaio. Alcuni fabbricanti di coltelli usano spesso acciai 154CM, VG-10, S30V e CPM440V (o anche S60V), così come acciai per utensili ad alta velocità e durezza, come D2 e M2.
Altri fabbricanti utilizzano a volte titanio, cobalto e leghe di cobalto: tutti e tre sono più duttili dei normali acciai inox, ma hanno un nutrito gruppo di sostenitori nonostante le preoccupazioni riguardo agli effetti, per la salute, del cobalto.
Vanadio e molibdeno sono altri importanti metalli da lega acciaiosa, poiché rendono la grana più fine, aumentando così durezza e robustezza. Il vanadio, e forse anche il molibdeno, aumentano inoltre la resistenza alla corrosione, benché uno studio effettuato dal CATRA (l'associazione per la ricerca fondata da alcune industrie di leghe e posate) non abbia evidenziato alcun effetto anti-corrosivo.

### Materiali particolari
Alcuni fabbricanti come Kyocera producono lame in ceramica per coltelli da cucina; queste lame si caratterizzano per una maggiore durezza ed una maggiore resistenza del filo di taglio. Il materiale è comunque fragile e si può scheggiare e rompere facilmente. Per questa ragione è sconsigliato il loro lavaggio nelle macchine lavastoviglie. Come materiale ceramico viene impiegato l'ossido di zirconio che viene sinterizzato per ottenere la forma voluta.
Ancora oggi sono in commercio le lame damascate, dette anche in acciaio damasco o in acciaio a pacchetto, in cui diversi tipi di acciai (più dolci e più duri) vengono stratificati e saldati con la forgia per ottenere lame ancora flessibili (non fragili) e allo stesso tempo ottime affilature durevoli. La trama interna viene messa in risalto con la forma della lama, e utilizzata per la costruzione di coltelli pregiati. È lo stesso tipo di acciaio usato fino dal 1000 d.C. dai costruttori di lame giapponesi (la più famosa è il katana) partendo dal tamahagane una lega purissima prodotta da una sola fornace in Giappone e poi distribuito ai vari forgiatori.
L'arte originale della forgiatura di "acciaio damasco" potrebbe andare persa. Non essendo un marchio depositato, il nome è oggi utilizzato anche a sproposito o in riferimento all'ugualmente vecchia, ma meno esotica saldatura a pacchetto, che crea bellissimi disegni stratificati. Ma il costo del processo ne limita spesso l'utilizzo per i soli coltelli da collezione.
Tuttavia, c'è solitamente più domanda di leghe esotiche nelle categorie di coltelli multiuso, da tasca o da combattimento, rispetto a quanta ve ne sia nella categoria dei coltelli da cucina.

## Tipi di coltelli

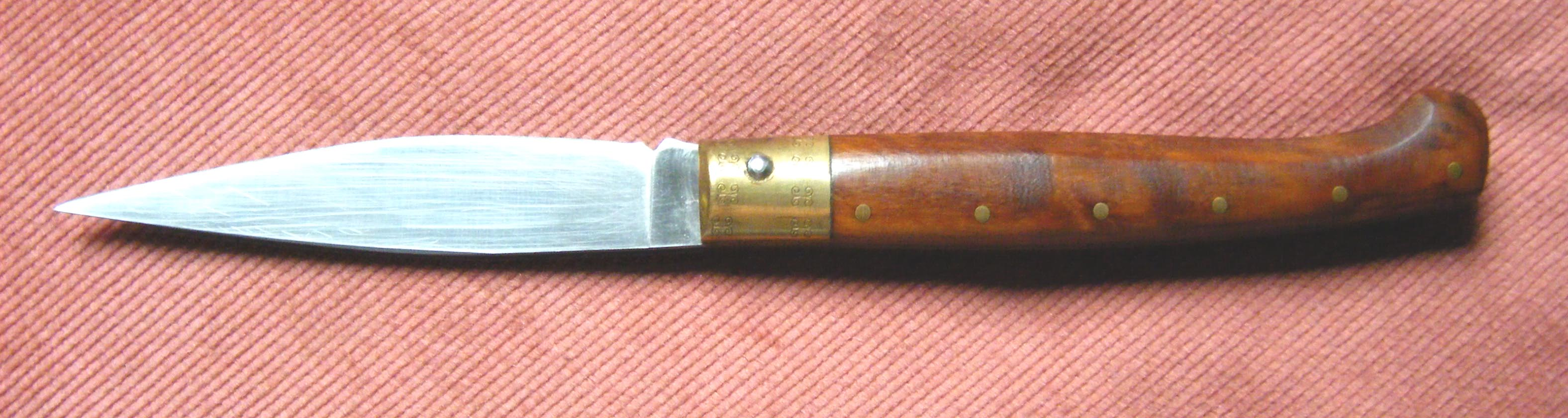
Coltello a serramanico sardo: "sa resolza" o "pattadese" (dal paese di origine) o "leppa"

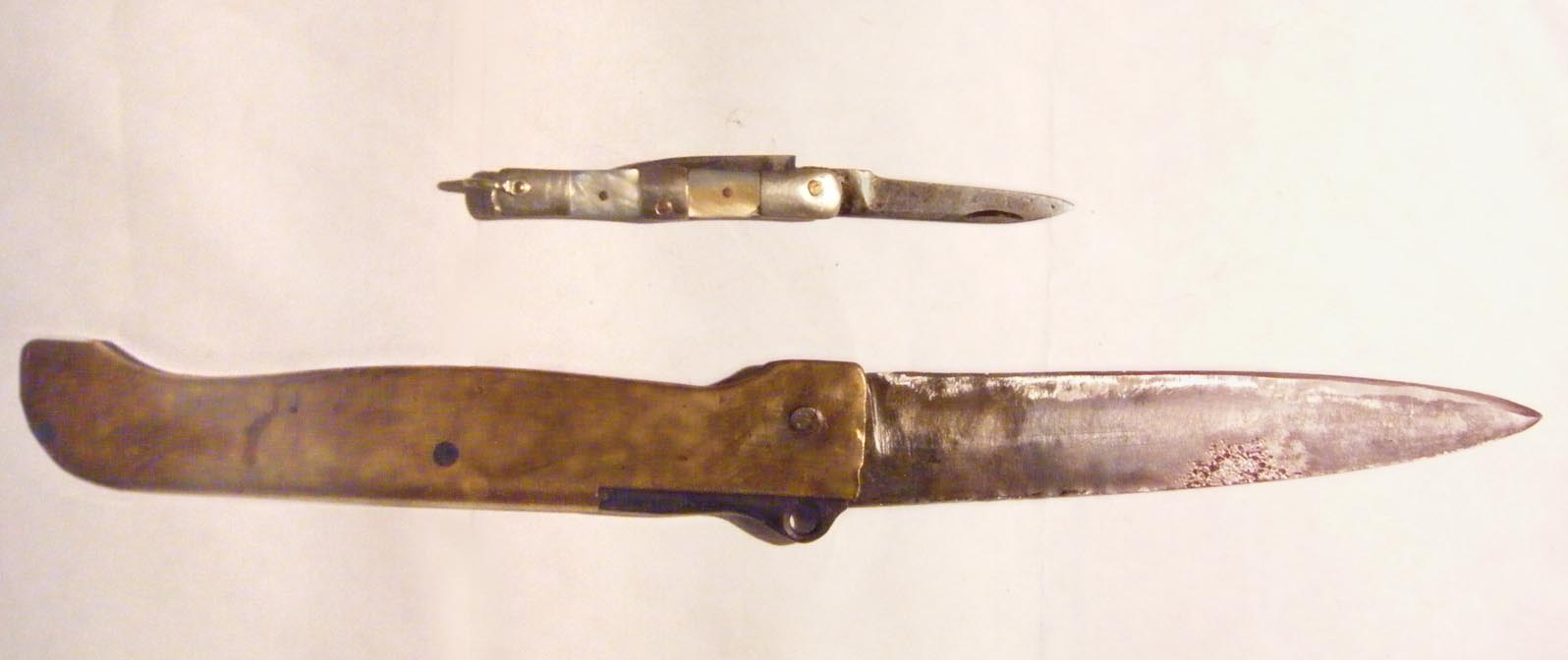
Sopra: filiscina a serramanico fabbricata a Maniago intorno al 1930. Sotto: grande coltello a serramanico della seconda metà dell'Ottocento

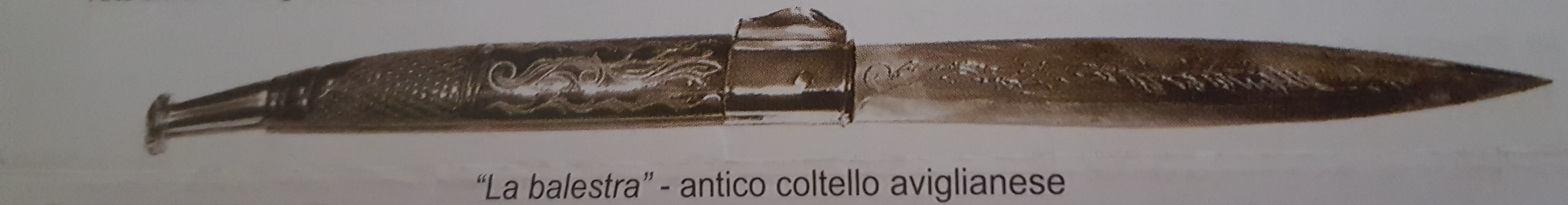
Balestra aviglianese, coltello–pugnale lucano

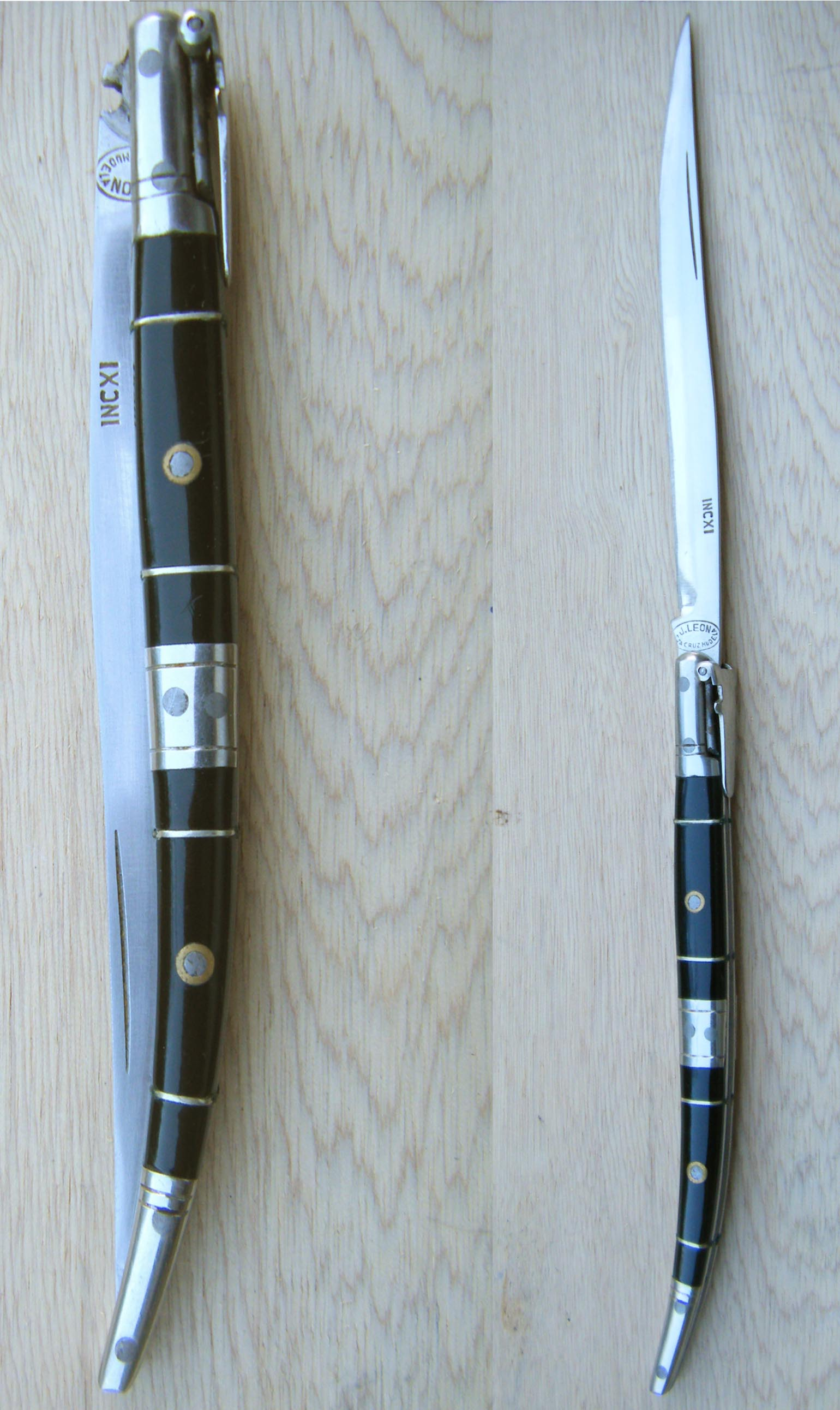
Navaja spagnola

### Coltelli da cucina

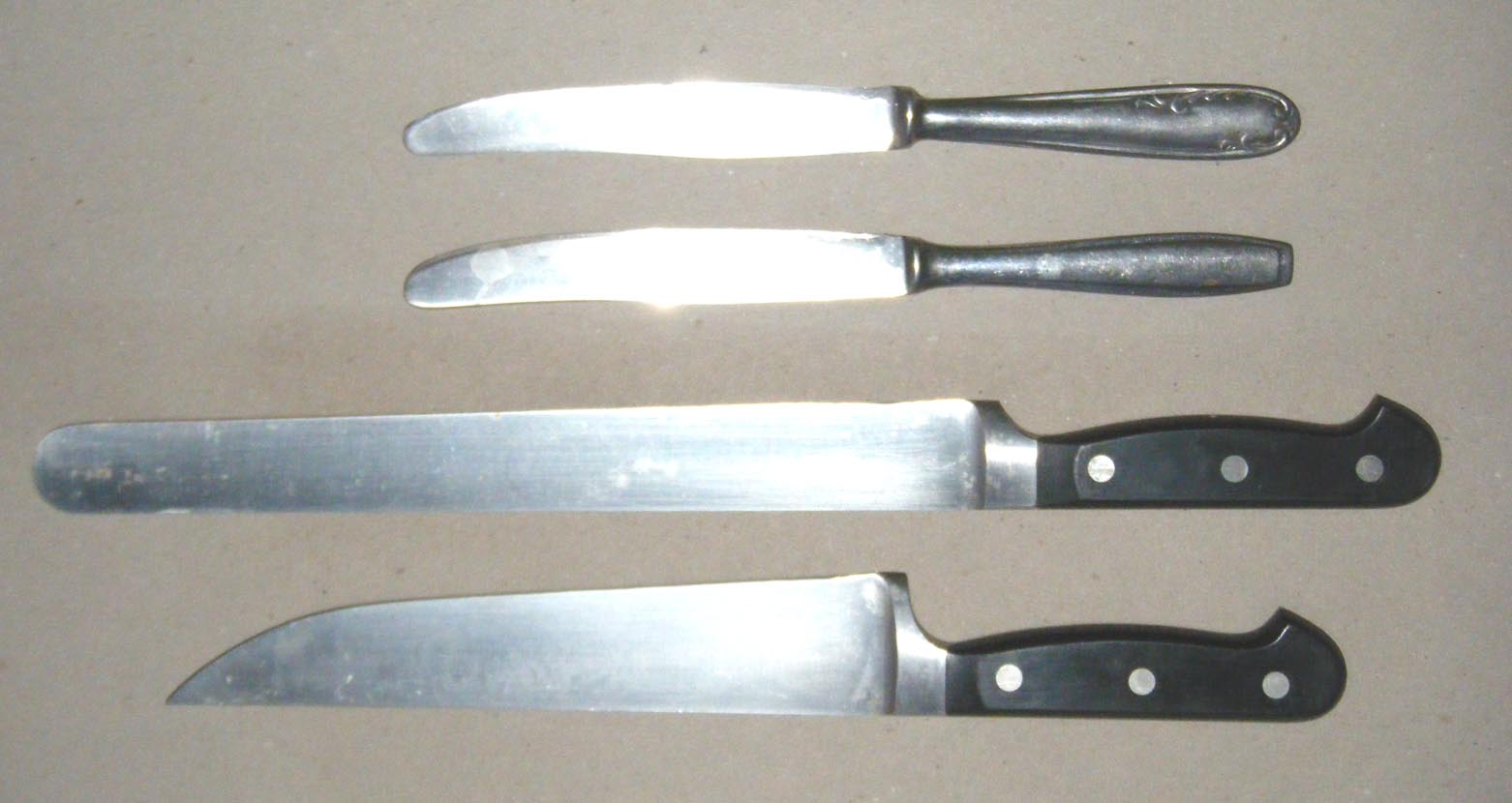
Vari coltelli da cucina

I coltelli da cucina in senso lato si distinguono nei coltelli da tavola e nei coltelli da cucina in senso stretto che sono quelli che servono alla preparazione delle pietanza, per coltello da cuoco in genere si intende un solo particolare tipo di coltello, detto anche trinciante e non tutti i tipi di coltello usati dai cuochi. 

#### Coltelli da tavola
I coltelli da tavola sono in genere in acciaio a basso tenore di carbonio perché meno ossidabili e destinati ad essere lavati in lavastoviglie. D'altro canto salvo non siano coltelli da bistecca non seghettati non necessitano di essere affilati spesso. I più usati sono il coltello normale, il coltello da bistecca, in genere seghettato e il coltello da frutta più corto. Il coltello da frutta più corto del normale per essere più maneggevole e essere distinto facilmente. Il coltello da burro raramente ha il filo ed è in genere una sorta di paletta flessibile corta.

#### Coltelli da cucina in senso stretto
I coltelli per la preparazione esistono in tantissime forme e lunghezze. Per esempio il classico trinciante viene prodotto con una lunghezza di lama dai 15 cm ai 30 cm in praticamente tutte le lunghezze intermedie. I più usati sono il 20 cm per usi domestici e professionali (21 cm nel gyuto l'equivalente giapponese) e il 25 cm per usi professionali. Il trinciante è stato in parte soppiantato dal Santoku un coltello giapponese destinato ad essere usato tagliando con un movimento verticale. I asia continentale al posto del trinciante o gyuto o santoku si usa il coltello da cuoco cinese che ha apparentemente la forma di una mannaia ma ha la lama più sottile e molto meno pesante. Altri coltelli usati da tutti i cuochi è il coltello da pane sempre seghettato che può essere usato anche per tagliare i prodotti acidi che possono essere aggressivi verso le lame non seghettati e lo spelucchino per pelare o lavori di precisione con una lama tra i 4 cm e i 10 cm. Con un trinciante, un coltello del pane e uno spelucchino si possono compiere tutte le operazioni necessarie in cucina. Altri coltelli molto usati sono lo sfilettatore, obbligatorio se non si ha un trinciante, il coltello utility o multifunzione tra i 13 cm e 16 cm, e il coltello da arrosto, in genere di 20 cm con un'altezza della lama intermedia tra il trinciante e il coltello utility. A parte il coltello del pane, tutti questi coltelli hanno di norma il filo liscio, ma ci sono comunque delle eccezioni.

### Coltello pieghevole o a serramanico
Il coltello a serramanico è un tipo di coltello da tasca, la cui lama può essere ripiegata all'interno del manico, per il suo trasporto in sicurezza. La lama in genere ruota su un perno che la collega al manico, ma esistono anche modelli (meno comuni) in cui la lama viene retratta assialmente nel manico.
L'impugnatura viene costruita attorno al meccanismo di chiusura. All'interno possono trovarsi le piastre, elementi laterali che consistono nel manico e contribuiscono alla robustezza dell'impugnatura stessa.
Molti coltelli pieghevoli hanno un piccolo bottone o un foro sulla lama che ne permette l'apertura con una sola mano. 
Spesso i moderni coltelli a serramanico includono un sistema di sicurezza per prevenire un'eventuale chiusura della lama, che potrebbe causare danni alla mano, o meccanismi per evitare che la lama si apra da sola. Esistono diversi sistemi di sicurezza e di blocca della lama, i più comuni sono:
- slip-joint: il più diffuso e che non è proprio un blocca lama, presente nella maggior parte dei coltelli da tasca comuni.
- blocco a pompa (lock-back): è il più semplice sistema di vero bloccaggio lama. È simile allo slip-joint, con un fermo da azionare a mano per sbloccare la lama.
- liner lock: è il più diffuso in ambito tecnico. Il pregio è quello di avere la possibilità di sbloccare la lama con una mano sola. Consiste in una linguetta a molla che a lama estratta finisce ad interferire con il retrolama laterale. Spostando la linguetta verso l'esterno (dalla lama) si svincola la lama e quindi ripiegabile nel manico.
- frame-lock: è una variante del liner-lock, che invece di usare una linguetta elastica, usa una molla. È ancora più sicura del liner-lock.
- Con variante di un coltello si intendono due coltelli della stessa famiglia che differiscono per minimi dettagli di design, utilizzo o cultura, pertanto possono essere indicati in alcuni casi con lo stesso nome.

### Coltelli multifunzione
Molti dei coltelli da tasca offrono anche vari utensili o attrezzi da lavoro, oltre la lama da taglio: forbici, lima unghie, stuzzicadenti, cavatappi e apribottiglie, posate, ecc. Un esempio famoso è il coltello pieghevole multifunzione, conosciuto anche come "coltellino svizzero", dalla popolarità dei tipici coltellini prodotti da Victorinox o dall'inglobato marchio Wenger. Un altro esempio è il Coltello tattico dell'Esercito Italiano, illustrato nelle immagini sotto, che fino agli anni novanta veniva distribuito a tutti i soldati (anche quelli di leva). Era stato un utensile "rustico" a quattro funzioni con lama da taglio, apriscatole, punteruolo e cacciavite; per quest'ultimo scopo si usava una tozza sporgenza esistente sul lato opposto all'anello per appendere l'attrezzo al cinturone o simili. Veniva prodotto a Maniago (infatti è marcato "CORICAMA", ovvero Coltellerie Riunite Caslino Maniago), ma se ne trovano anche molti marcati "VISCONTI CANZO", ed era in realtà un coltello da marinaio, riconoscibile a prima vista dal "punteruolo" – utile per allentare e quindi sciogliere i nodi delle gomene – e dalla "lama a punta smussata" – probabilmente in ossequio al divieto di portare a bordo lame appuntite. Oggi è diventato un oggetto da collezione tra gli appassionati di militaria. In analogia alle armi da guerra ha la tendenza ad ossidarsi facilmente, in compenso se sottoposto a manutenzione adeguata è molto affidabile e può essere un efficace strumento da taglio se ben affilato. Nelle foto illustrate qui sotto è mostrato il coltello tattico fornito alle truppe militari italiane.
Tra i coltellini che racchiudono diverse decine di strumenti, alcuni di essi sono stati sviluppati per far fronte alle più svariate richieste tecnologiche, perciò possono integrare strumenti ideali nelle presentazioni (come un puntatore laser, o una memoria di archiviazione USB), dei pannelli digitali con altimetro, orologio e timer, torce a led, ecc.

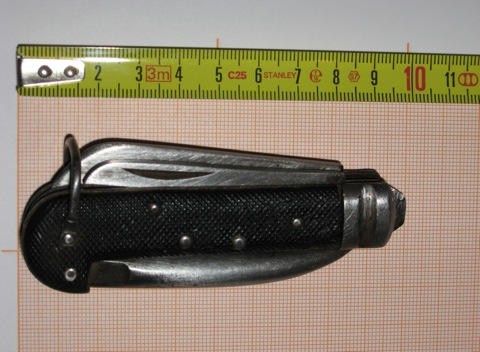
"Coltello tattico" dell'Esercito Italiano chiuso. Si osservi la sporgenza-cacciavite.
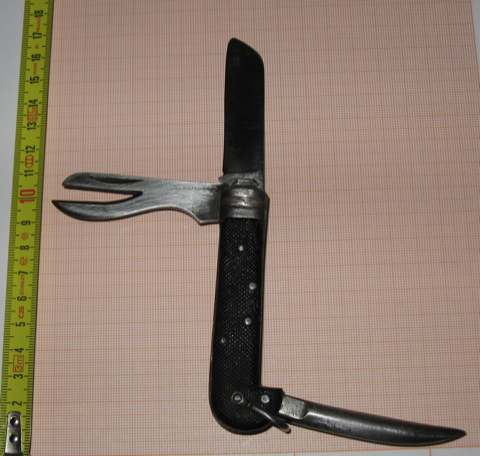
Il coltello tattico aperto. Sono visibili le tre lame principali.
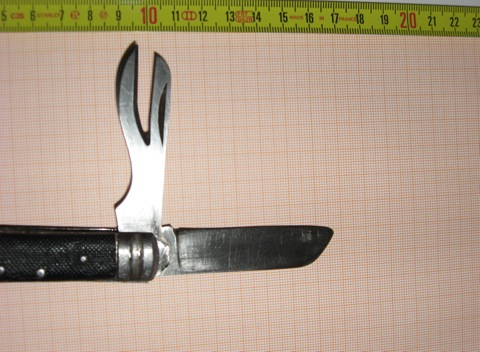
Coltello tattico: particolare della lama propriamente detta e dell'apriscatole. La sporgenza più vicina al manico è il cacciavite (per svitare il tappo-valvola del fucile Garand ed iniziarne lo smontaggio da campagna).
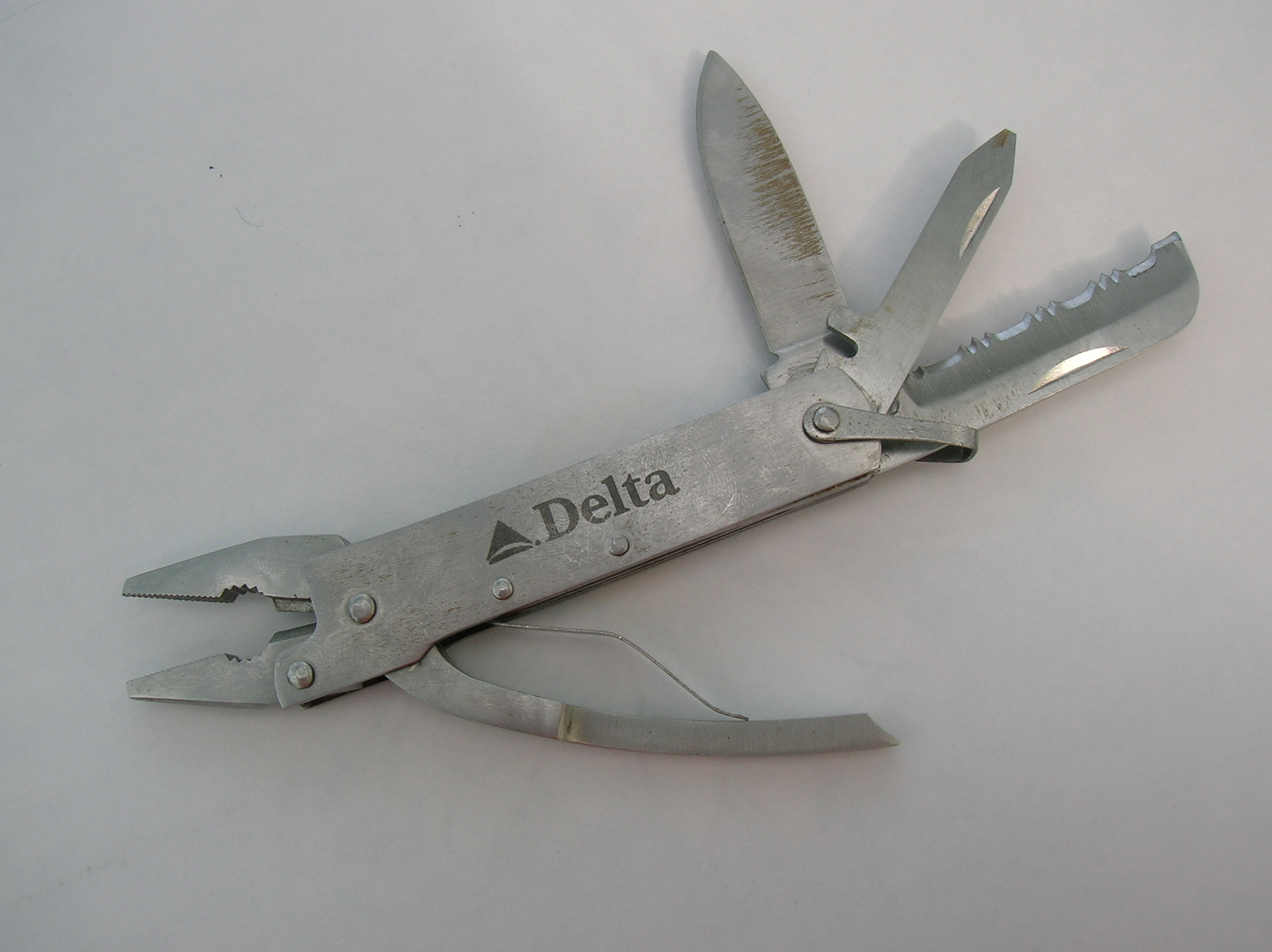
Altro esempio di coltello pieghevole multifunzione.
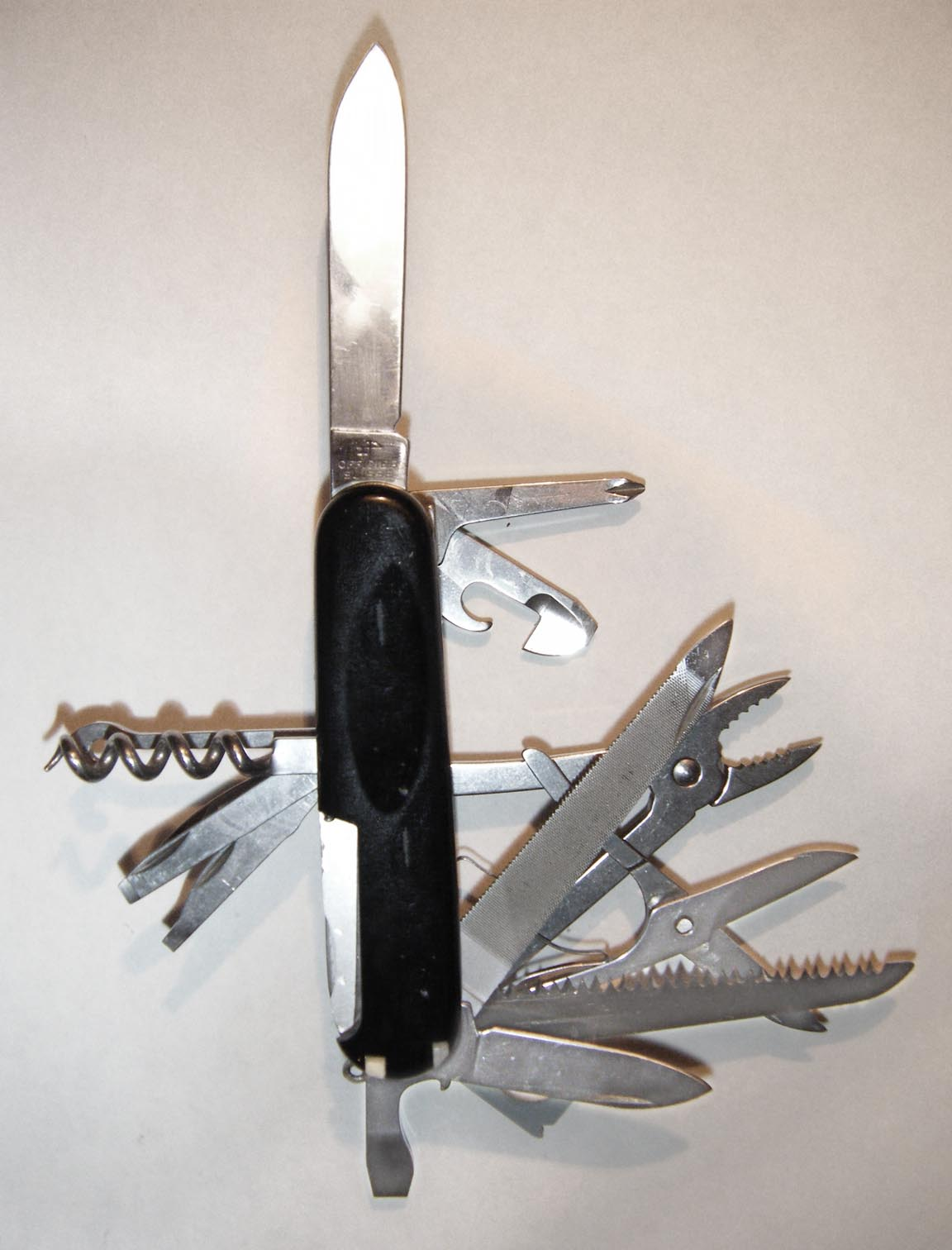
Coltello multifunzione svizzero.

### Coltello a scatto

Un coltello a scatto laterale

Coltello ad apertura assistita. A differenza del coltello a scatto, la lama deve essere inizialmente spinta fuori manualmente ad un angolo sufficiente.

Detto anche a molla, è un tipo particolare di coltello a serramanico dove la lama, invece di essere estratta manualmente, viene azionata da una molla tramite un pulsante di sgancio o leva di svincolo. La molla viene poi ricompressa al momento della chiusura e bloccata in compressione tramite il fermo sulla lama. Da non confondersi con i coltelli con apertura assistita, dove è presente una molla per facilitare l'apertura, ma in cui, a differenza dei coltelli a scatto, è necessario far ruotare manualmente la lama a un certo angolo, prima che questa possa consentirne l'apertura. I coltelli a scatto, a differenza dei coltelli a serramanico con apertura manuale o assistita, sono acquistabili solo previa concessione della licenza di detenzione di armi. Necessitano di denuncia e sono trasportabili unicamente da chi è in possesso di porto d'armi, poiché considerato arma bianca, dalla legislazione italiana.

### Coltello a lama fissa

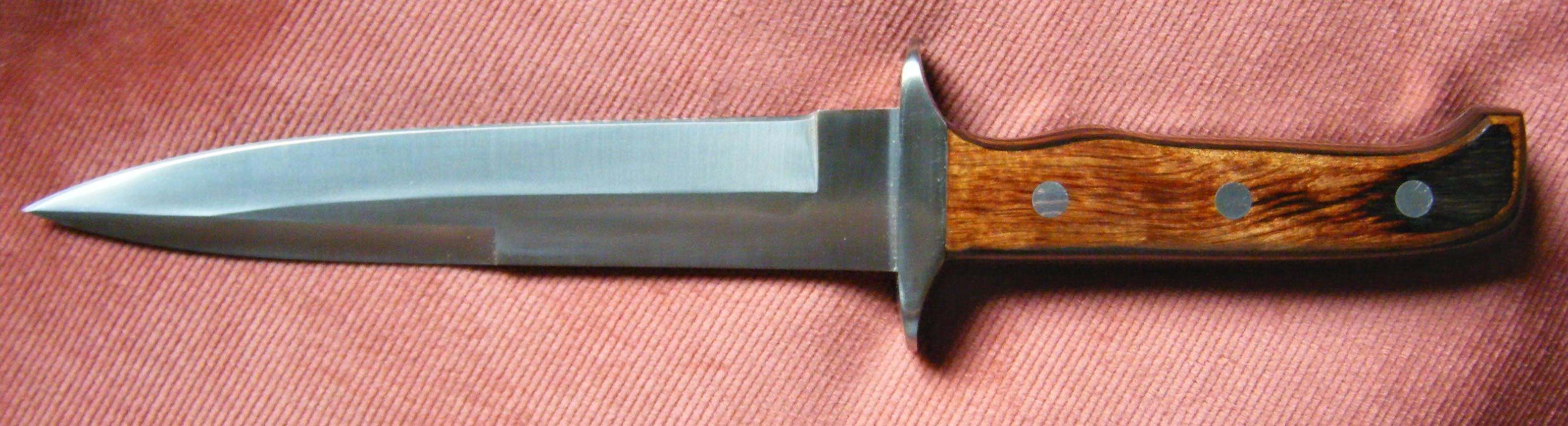
Coltello a lama fissa

Il coltello a lama fissa, come suggerisce il nome, ha la lama fissata al manico, è il tipo più semplice e molto spesso la parte della lama usata come base per il manico arriva fino al bordo del fondo (fondello). Questa caratteristica rende necessario l'uso di un fodero per poter trasportare il coltello in modo sicuro. Spesso i foderi sono costruiti in cuoio robusto, una volta anche in metallo ed oggi è possibile trovarli in una varietà di diversi materiali sintetici. Questo tipo di coltello è solitamente più robusto e più grande di un coltello pieghevole. La progettazione particolare col codolo della lama che prosegue fino al fondo dell'impugnatura, permette di ottenere i più resistenti coltelli a lama fissa. Le attività che richiedono una lama particolarmente resistente, come la caccia o il combattimento, utilizzano prevalentemente lame fisse. I modelli che rappresentano al meglio questa categoria sono i ka-bar ed i bowie. Un tipo leggermente diverso di coltello a lama fissa è il karambit orientale, usato da diversi reparti di forze speciali di tutto il mondo.

### Coltelli a farfalla
Il coltello a farfalla (vedi anche Balisong) è un coltello di origine filippina sviluppato soprattutto per il combattimento. In questo coltello la lama, quando è chiusa, non è visibile, in quanto i due manici del coltello sono uniti assieme e la lama si trova per metà in uno è per metà nell'altro. Dopo aver tolto la sicura (che serve ad evitare un'eventuale apertura improvvisa), si prende uno dei due manici (generalmente il free handle) e lo si fa ruotare sul perno che ne fissa un'estremità all'altro manico (safe handle), portandolo in pratica a riunirsi con l'altro manico ma dal lato opposto. In questo modo la lama scatta a seguito del manico in apertura e si ferma a metà del percorso del manico, rimanendo aperta come un qualsiasi coltello a serramanico. Sfruttando la forza di gravità, è possibile eseguire varie aperture ad una singola mano. Il balisong è un coltello relativamente difficile da usare bene, e non è adatto ai principianti. È inoltre illegale in diversi paesi ed è considerato un'arma estremamente pericolosa. È spesso usato anche per eseguire trick e figure di grande impatto visivo.

## Aspetti legali

### Italia
Non vi sono divieti per la produzione, la vendita, l'acquisto e la detenzione di coltelli. La legge italiana che norma il possesso ed il porto di armi è l'articolo 4 della legge 110 del 18 aprile 1975, "Norme integrative della disciplina vigente per il controllo delle armi, delle munizioni e degli esplosivi".
Secondo molti la legge lascia aperti alcuni vuoti normativi e margini di discrezionalità. In estrema sintesi esistono coltelli che cadono nella categoria delle armi proprie e armi da guerra come i coltelli a doppio filo, i coltelli a scatto e le baionette. Pressoché tutti gli altri coltelli sono considerati strumenti ed attrezzi. Non vi sono distinzioni fatte in base alle dimensioni e la diffusa credenza delle "4 dita" è una leggenda metropolitana.
Il porto di coltelli che ricadono nella categoria armi proprie, ovverosia la cui destinazione principale è l'offesa personale, (di norma tutti quelli a doppio filo, ma fanno eccezione i pugnali da sub, come pugnali o baionette, poi anche i coltelli a scatto, a farfalla etc.) è vietato in qualsiasi caso e non esistono documenti e licenze che lo consentano, neppure quelli per le armi da fuoco. Invece il porto fuori dalla propria abitazione, di coltelli che ricadono nella categoria utensili/armi improprie e dunque tutti quei coltelli la cui destinazione naturale non è l’offesa della persona, (coltelli a singolo filo, multiuso, a serramanico, da cucina) è consentito purché ci sia un giustificato motivo immediatamente dimostrabile in caso di controllo. Con "porto" si intende avere il coltello addosso a sé o nelle immediate disponibilità.
Per la giurisprudenza in base all'interpretazione del codice penale è sempre possibile il trasporto di coltelli facenti parte della categoria utensili/armi improprie, ma per rientrare nella condizione di trasporto il coltello deve essere opportunamente custodito in modo da non essere immediatamente disponibile all'uso, come ad esempio avere il coltello all'interno della scatola degli attrezzi nel bagagliaio dell'auto o chiuso in una custodia all'interno di una borsa.

### In Inghilterra
Le norme relative al possesso di coltelli variano in base al possesso in luoghi pubblici oppure in luoghi privati. Nell'ambito privato è possibile possedere qualsiasi categoria di coltelli, ad eccezione di coltelli a scatto, coltelli a farfalla, e stiletti. In generale i coltelli se portati in luoghi pubblici sono considerati come arma d'offesa e chi viene trovato in possesso di questi utensili, può essere denunciato per possession of an offensive weapon (possesso di un'arma offensiva). Comunque è permesso portare con sé coltelli qualora ci sia il requisito della buona fede, giustificata da ragioni quali quelle lavorative (per esempio gli chef), se fanno parte di usi e costumi di una minoranza (per esempio sgian dubh), oppure se trovano posto all'interno di una confessione religiosa (per esempio Sikh Kirpan). Un'eccezione speciale esiste per i coltellini (coltelli con lama particolarmente corta) il cui possesso è lecito senza alcun bisogno di giustificazione, con il rispetto però di un requisito di lunghezza della lama non superiore ai 3 pollici/7,62 cm. Il possesso di qualsiasi altro oggetto dotato di lama, oppure particolarmente appuntito, in un luogo pubblico è illegale, tranne qualora si forniscano delle ragioni valide. Criminal Justice Act 1988 Vi è la possibilità che anche il possesso in pubblico di un coltello con lama inferiore ai 3 pollici/7,62 cm sia suscettibile di sanzione.

### In Giappone
Ad eccezione di quelli a scatto, è possibile avere con sé qualunque coltello delle dimensioni di 15 cm o meno e la lunghezza della lama deve essere meno di 6 cm (serramanico 5,5 cm). È proibito portarli con sé come armi di difesa. Nel caso fosse necessario portare un coltello, questo deve essere nascosto alla vista e non deve essere possibile estrarlo facilmente dalla custodia. La Japanese Guns and Knives Control Law è abbastanza tollerante verso i coltelli che possono essere aperti con una sola mano. Nessun tipo di coltello a farfalla (balisong) è legale. Con l'eccezione della giapponese katana, le spade tradizionali di questo Paese sono considerate come armi da offesa. Ad ogni modo se queste hanno valore artistico, è consentito il possesso di un solo elemento previa registrazione. In caso di trasporto di lama di dimensioni di 6 cm o più (o armi mortali) si è punibili con un anno di reclusione o una multa di 300 000 yen (2100 euro).

## Credenze popolari
In alcuni paesi si crede tradizionalmente che dare un coltello come regalo a un amico tagli o divida il rapporto. Per evitare questa sfortuna chi lo riceve deve dare una moneta in cambio, in modo da "pagare" il regalo. È comune includere un centesimo nel regalo di un coltello, chi lo riceve deve restituirlo come "pagamento". Mescolare i liquidi o le polveri con una lama porta sfortuna; come la rima dice, "Mescolar con un coltello, si mesce in su la disputa".
In Sardegna, oltre alla credenza che regalare un coltello porti male per cui viene "venduto" per una cifra puramente simbolica, si cerca di evitare ogni qualvolta sia possibile (tranne in casi di coltelli da collezione) di scrivere sul manico o sulla lama il nome o le iniziali del proprietario: le ragioni son ben ovvie qualora il coltello venga magari smarrito e successivamente coinvolto in fatti di sangue. Il regalo del coltello avviene poi generalmente in una maniera particolare: il coltello viene aperto e colui che lo sta cedendo lo tiene per la lama rivolgendo la punta verso di sé e porgendo a colui che lo riceve il manico. È un gesto di completa fiducia nell'altro in quanto la persona che lo sta regalando si pone in una situazione in cui sarebbe potenzialmente feribile dal coltello: basta infatti che l'altro afferri il manico e lo "punga", come si dice.
Per alcune culture dare una lama come regalo è considerato un segno di rispetto e di fiducia. Ciò è pratica comune in particolare in Finlandia dove le varie organizzazioni non governative e perfino gli enti governativi danno tradizionalmente un puukko (un coltello da caccia finlandese dalla lama fissa) come regalo ai datori di lavoro o ai contatti di fiducia. Il puukko è presentato sempre porgendo l'impugnatura come segno di fiducia e delle intenzioni amichevoli.
In molti posti negli Stati Uniti si considera come porta sfortuna il passare una lama aperta di un serramanico a qualcuno. Ciò è particolarmente frequente nelle zone rurali, dove trasportare una lama nella tasca è comune quanto trasportare un mazzo di chiavi. Inoltre si crede che permettere a qualcuno di chiudere una lama di un coltello pieghevole che qualcun altro aveva aperto porti sfortuna. Queste superstizioni si ritrovano anche con le spade, esistono parecchie dicerie per quanto riguarda il trattamento delle lame che sono utilizzate in combattimento. Generalmente, queste superstizioni dichiarano che porta sfortuna aver estratto una lama dal suo fodero senza averla usata.
Determinate culture credono che una lama non appartenga a un individuo fino a che "non abbia morso loro", o avuto un assaggio della loro anima. Coloro che credono in queste superstizioni possono pungere intenzionalmente un dito sulla lama piuttosto che rischiare un taglio successivo e accidentale. Secondo questa superstizione, la lama rimarrà più a lungo tagliente ed è meno probabile che tagli accidentalmente il relativo proprietario una volta fattole assaggiare il sangue di questi.
In Ucraina si crede che mangiare del cibo dal coltello anziché dalla forchetta o dal cucchiaio o comunque avvicinare il coltello alla bocca porti sfortuna.

## Arti marziali
Dalla II metà del secolo XVII la scherma di daga in Italia viene adattata ad un uso più popolare. Esso si diffonde soprattutto in cinque regioni (Lazio, Campania, Puglia, Calabria e Sicilia), cui si aggiunge la Corsica, regione amministrativamente non italiana, ma la cui scuola di coltello è, per caratteristiche, italiana; queste scuole di scherma di coltello si sviluppano in quelle regioni dove il coltello si associa all'onore.
Le scuole sono corsa, romana, napoletana, salernitana, foggiano-barese, brindisino-leccese, tarantina, calabrese, palermitana, catanese, cui s'aggiungono quelle zingare. Ad esse si aggiunsero varie diramazioni, poiché gli allievi tendevano a formare nuove scuole. 
I gradi d'istruzione sono coltello, coltello e indumento (protezione del braccio sinistro), coltello dentro edifici (per risse) e coltello con mani ammanettate. 
Nelle altre regioni ci sono comunque particolari tecniche, legate alla malavita e all'abilità degli abitanti, e bisogna considerare anche delle tecniche sviluppate dagli zingari.